# Ollachea elongata
Ollachea elongata là một loài ruồi trong họ Tachinidae.